# Clinodiplosis fulva
Clinodiplosis fulva är en tvåvingeart som först beskrevs av Ephraim Porter Felt 1913.  Clinodiplosis fulva ingår i släktet Clinodiplosis och familjen gallmyggor. Inga underarter finns listade i Catalogue of Life.